# Diplotaenia damavandica
Diplotaenia damavandica är en flockblommig växtart som beskrevs av Mozaff., Hedge och Lamond. Diplotaenia damavandica ingår i släktet Diplotaenia och familjen flockblommiga växter. Inga underarter finns listade i Catalogue of Life.